# Hanns Barth
Johann „Hanns“ Alois Barth (* 22. Februar 1873 in Wien; † 27. Februar 1944 ebenda) war ein österreichischer Autor, Redakteur und Funktionär des Deutschen und Österreichischen Alpenvereins (DuOeAV).

## Leben
Hanns Barth wurde k. k. Beamter und Mitglied der DuOeAV-Sektion Austria. Mit Eduard Pichl überschritt er 1900 alle drei Vajolet-Türme. Von 1920 bis 1938 war er der Schriftleiter der Mitteilungen und der Zeitschrift des DuOeAV. Er wirkte u. a. auch an der Reihe Der Hochtourist in den Ostalpen und am Griebens Reiseführer Nord-Tirol bis zum Brenner und Vorarlberg mit. Für den Band Mein schönes Land Tirol schrieb er 1933 die Einleitung. Daneben verfasste er einige lyrische Schriften mit alpiner Thematik.